# Distretto di Şehitkamil
Il distretto di Şehitkamil (in turco Şehitkamil ilçesi) è uno dei distretti della provincia di Gaziantep, in Turchia. È uno dei due distretti insieme a Şahinbey in cui è suddivisa la città di Gaziantep.